# Acacia mollissima
Acacia mollissima é uma espécie de leguminosa do gênero Acacia, pertencente à família Fabaceae.